# グラビアトリ
『グラビアトリ』は、佐藤カケルによる日本の漫画作品。『週刊ヤングジャンプ』（集英社）2015年41号から2016年31号まで連載。
グラビアアイドルをテーマにしている。

## 書誌情報
- 佐藤カケル 『グラビアトリ』 集英社〈ヤングジャンプ・コミックス〉、全4巻
  1. 2016年2月24日第1刷発行（2月19日発売[集 1]）、ISBN 978-4-08-890426-9
  2. 2016年3月23日第1刷発行（3月18日発売[集 2]）、ISBN 978-4-08-890427-6
  3. 2016年5月24日第1刷発行（5月19日発売[集 3]）、ISBN 978-4-08-890446-7
  4. 2016年7月24日第1刷発行（7月19日発売[集 4]）、ISBN 978-4-08-890469-6